# Kate Hoey
Catharine Letitia Hoey, baronne Hoey (née le 21 juin 1946), connue sous le nom de Kate Hoey, est une femme politique nord-irlandaise et une pair à vie qui est sous-secrétaire parlementaire aux affaires intérieures de 1998 à 1999 et ministre des Sports de 1999 à 2001. Ancienne membre du parti travailliste, elle est députée de Vauxhall de 1989 à 2019.

## Jeunesse
Hoey est né à Mallusk, comté d'Antrim et étudie à la Belfast Royal Academy et à l'Ulster College of Physical Education. Elle est titulaire d'un diplôme en économie obtenu à la London Guildhall University et est alors vice-présidente de l'Union nationale des étudiants.
Hoey a un intérêt de longue date pour le sport. Elle est championne de Saut en hauteur d'Irlande du Nord en 1966 et travaille pour des clubs de football dont Arsenal, Tottenham Hotspur, Queens Park Rangers, Chelsea et Brentford, en tant que conseillère pédagogique. Avant d'entrer au Parlement, elle est conseillère pédagogique à l'Arsenal FC de 1985 à 1989.

## Carrière politique
Hoey est l'une des premières membres du Newtownabbey Labour Party au milieu des années 1970, qui quitte son organisation mère, le Northern Ireland Labour Party, en 1974. Avant d'être membre du Parti travailliste britannique, Hoey est membre du Groupe Marxiste International, soutenant une Réunification de l'Irlande. En tant que membre du parti travailliste, elle se présente sans succès à Dulwich aux Élections générales britanniques de 1983 et de 1987, étant battue par le conservateur Gerald Bowden, à la deuxième occasion par seulement 180 voix. En 1989, elle est élue à l'élection partielle de Vauxhall provoquée par la démission de Stuart Holland. La candidate noire Martha Osamor avait le plus de nominations, et Hoey n'en ayant qu'une mais le Comité exécutif national refuse de présélectionner Osamor et impose une liste restreinte au parti de circonscription. Lorsque le parti local refuse de choisir dans la liste restreinte, Hoey est imposée par le NEC comme candidate travailliste.
Hoey est sous-secrétaire d'État parlementaire au ministère l'Intérieur de 1998 à 1999, et ministre des Sports au ministère de la Culture, des Médias et des Sports de 1999 à 2001.
Hoey est une eurosceptique et s'est souvent rebellée contre son parti. Elle est une critique éminente de l'interdiction des armes de poing et, dans une interview dans le magazine Sporting Gun, exprime son soutien à la chasse au renard. Elle vote contre la politique du gouvernement travailliste sur la Guerre d'Irak, les hôpitaux de fondation, les frais de scolarité et les frais supplémentaires à l'université, les cartes d'identité et la détention prolongée sans procès. Elle est l'une des principales rebelles travaillistes soutenant un référendum sur le Traité de Lisbonne. Hoey est en faveur de contrôles plus stricts de l'immigration, d'une réforme plus stricte de la protection sociale, du retrait de l'Union européenne, des votes anglais pour les lois anglaises, des lycées, des allocations fiscales de mariage, des écoles et académies gratuites.
En tant que président du groupe parlementaire multipartite sur le Zimbabwe, Hoey est une critique virulente du gouvernement de Robert Mugabe. En 2005, elle appelle Tony Blair à faire pression diplomatique sur l'Afrique du Sud pour condamner les démolitions de townships par le gouvernement zimbabwéen, après une visite non autorisée dans le pays. Le gouvernement zimbabwéen a menacé de la mettre en prison si elle répétait sa visite «sournoise» .
Hoey soutient John McDonnell pour l'élection de direction travailliste de 2010, mais à son retrait, elle se reporte sur Diane Abbott. Cependant, elle vote pour Andy Burnham, donnant à Ed Miliband sa deuxième préférence. En 2015, Hoey soutient Andy Burnham et Caroline Flint pour la direction et la direction adjointe, affirmant qu'elle ne pouvait pas voir Liz Kendall comme un Premier ministre.
Hoey plaide pour que le Royaume-Uni quitte l'Union européenne lors de la campagne pour le Référendum sur l'appartenance du Royaume-Uni à l'Union européenne tenu le 23 juin 2016. 
Initialement engagée dans la tendance "Labour Leave"en tant que coprésidente, Hoey démissionne en février 2016 à la suite de désaccords internes. Peu de temps après, elle s'engage dans Grassroots Out, aux côtés du leader de l'UKIP de l'époque, Nigel Farage et George Galloway, alors chef du Parti du respect. Dans sa circonscription de Vauxhall, environ 78% ont voté pour rester dans l'UE. Son parti travailliste de circonscription (CLP) déclare en février 2017 qu'elle ne s'oppose pas suffisamment à la politique du gouvernement conservateur sur les enfants réfugiés et au droit de séjour des ressortissants de l'UE après le départ du Royaume-Uni.
Le 17 juillet 2018, Hoey est l'un des cinq députés travaillistes à défier le whip travailliste afin de voter avec le gouvernement sur un amendement au Brexit, qui, s'il était adopté, aurait obligé le Royaume-Uni à rester membre d'une union douanière avec l'UE en cas d'absence d'autres accords de libre-échange et d'absence de frontière dure en Irlande. Quelques jours plus tard, les membres du parti travailliste de sa circonscription adoptent une motion demandant que l'investiture travailliste soit retirée à Hoey et qu'elle ne soit plus candidate du parti travailliste. Le 8 juillet 2019, Hoey annonce qu'elle se représenterait pas comme candidate travailliste aux prochaines élections générales.
Le 3 septembre 2019, Hoey et John Mann sont les seuls députés travaillistes à voter avec le gouvernement pour tenter d'empêcher les députés de prendre le contrôle de la chambre dans le but de bloquer un éventuel Brexit sans accord. En novembre 2019, Hoey déclare qu'elle voterait pour le Parti unioniste démocratique (DUP) lors des élections générales de décembre en Irlande du Nord. Elle soutient également le Parti conservateur et Boris Johnson.
En juillet 2020, Hoey est nommée pair à vie à la Chambre des lords dans les honneurs de dissolution de 2019 et créée baronne Hoey, de Lylehill et Rathlin dans le comté d'Antrim, le 14 septembre 2020.

## Position politiques
Hoey est connue pour son objection à l'interdiction de Chasse au renard par le gouvernement travailliste: une position rare parmi les députés travaillistes. Le 22 juillet 2005, elle est nommée nouvelle présidente de la Countryside Alliance (un groupe britannique connu pour sa position pro-chasse) et quitte ce poste en 2015.
Hoey est le patron de Roots & Shoots, un centre de formation professionnelle pour jeunes à Lambeth.
Hoey est administratrice de l'association caritative Outward Bound depuis octobre 2002.
Vice-présidente de la Great Britain Wheelchair Basketball Association, Hoey soutient l'équipe nationale féminine et le travail de l'organisme de bienfaisance.
En décembre 2018, elle devient patronne du registre des parajuristes professionnels.